# Jean-Armel Drolé
Boza Jean-Armel Drolé (* 18. August 1997 in Abidjan) ist ein ivorischer Fußballspieler.

## Karriere

### Verein
Drolé spielte für die Nachwuchsabteilungen der Vereine Tieffe Club und AC Perugia Calcio. Bei Letzterem wurde er zur Saison 2015/16 in den Profikader aufgenommen und absolvierte in seiner ersten Spielzeit 23 Ligaspiele.
Zur Rückrunde der Saison 2016/17 wurde er vom türkischen Erstligisten Antalyaspor verpflichtet und von diesem für die Saison 2017/18 an den Istanbuler Zweitligisten Ümraniyespor ausgeliehen.

### Nationalmannschaft
Drolé begann seine Nationalmannschaftskarriere 2016 mit einem Einsatz für die U-20 Nationalmannschaft der Elfenbeinküste.